# Santa Rita Invernadero
Santa Rita Invernadero es una localidad del estado mexicano de Chiapas. Es parte del municipio de Las Margaritas.

## Toponimia
El nombre «Santa Rita» hace referencia a la santa patrona de la localidad: Rita de Casia.

## Demografía
| Gráfica de evolución demográfica |
|                                  |

| Censo | Población |
| ----- | --------- |
| 1921  | 96        |
| 1930  | 25        |
| 1940  | 22        |
| 1950  | 31        |
| 1960  | 55        |
| 1970  | 144       |
| 1980  | 140       |
| 1990  | 347       |
| 2000  | 366       |
| 2010  | 747       |
| 2020  | 1 210     |